# Ayam

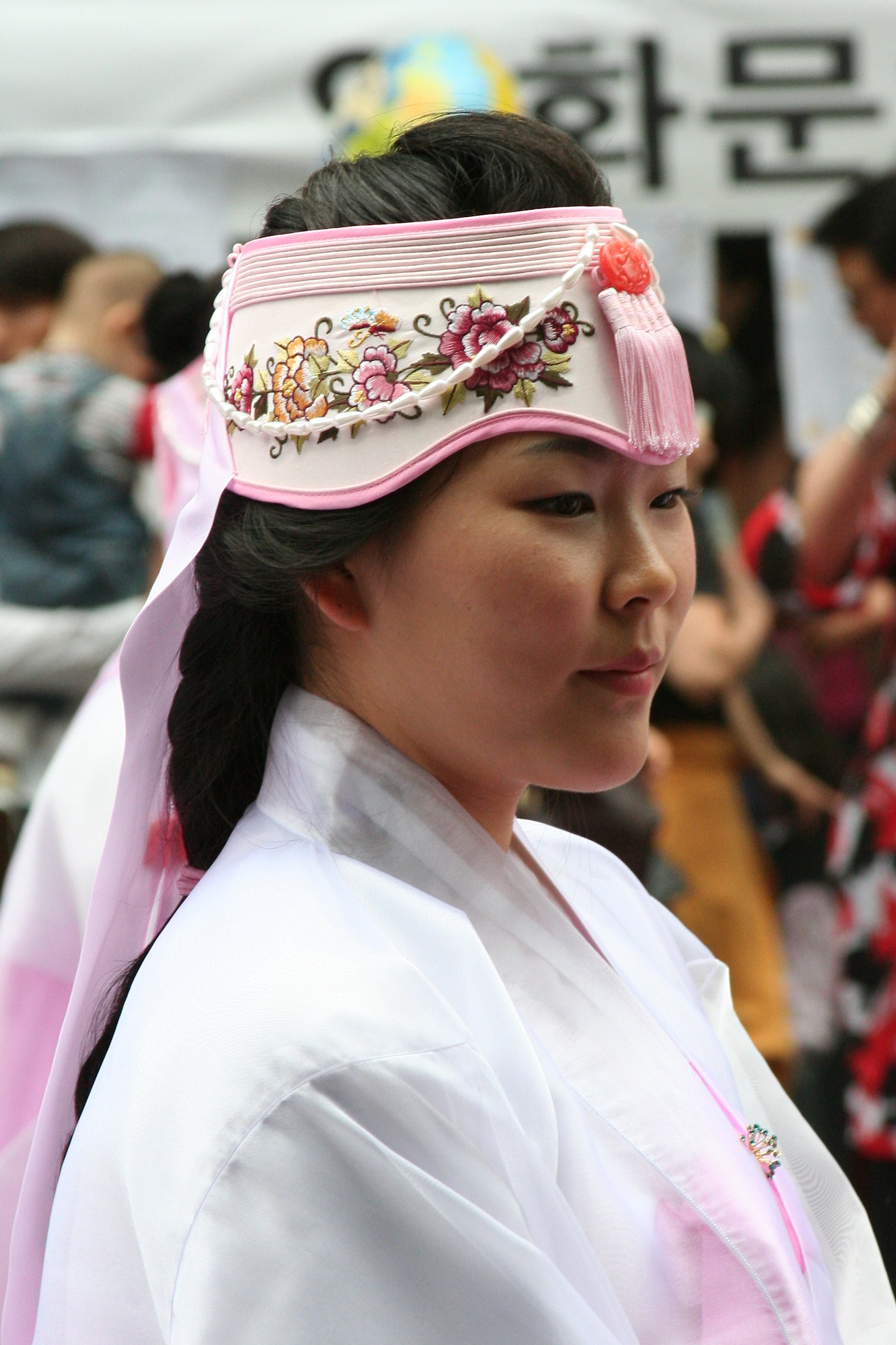
Mujer coreana vestida con un sombrero ayam.

Un ayam es un tipo de tocado invernal tradicional de Corea principalmente usado por las mujeres en el período Joseon (1392 - 1910), como protección contra el frío También se le llama aegeom, que literalmente significa "que cubre la frente" en coreano. Existe un registro histórico que menciona que los funcionarios en una clase baja llamada iseo (이서,吏 胥) utilizaban el ayam a principios del período Joseon, por lo que era una gorra unisex. Sin embargo, no está claro si la forma de la gorra en esa época era idéntica a la de la época posterior. Durante el último período de Joseon, el ayam era usado generalmente por las mujeres plebeyas. Sobre todo en la parte occidental de Corea, las kisaeng (artistas coreanas) comúnmente llevaba un ayam, y los mismos también fueron usados como un sencillo sombrero formal.

## Confección
El ayam generalmente consiste de una mobu (모부, una corona) y un deurim (드림), que tienen la forma de un daenggi (댕기) o una cinta grande. La parte superior de la mobu de unos 5 cm de ancho se encuentra finamente acolchada, la línea vertical de la parte delantera más corta que la de la parte posterior. En el borde inferior, la parte delantera es más curvada que la parte posterior. Además, las líneas verticales de la parte delantera y trasera se encuentran algo curvadas, de modo que, cuando se lleva un ayam, el mismo se ajusta bien a la cabeza. Se utiliza seda de color negro o púrpura para la parte superior acolchada de la tela exterior, mientras que se usa piel marrón oscuro o negro para el resto de la mobu. El interior se confecciona con franela roja de algodón.
La borla que se fija a la parte superior central de la parte delantera y trasera es generalmente de color rojo y las cuerdas conectadas a ambos lados son trenzas planas. Sin embargo, algunos ayam usados por kisaeng estaban lujosamente adornadso con joyas grandes y suntuosas, tales como jade, ámbar o oropimente, en los laterales.
Hay dos tipos de deurim colgadas en la parte posterior de ayam. Una se hace con dos láminas de tejido de unos 10 cm de ancho, que están unidas entre sí ligeramente. La otra se confecciona con un trozo de tejido de unos 20 cm de ancho, con el centro doblado. En la línea de centro del deurim se fijan adornos de jade, ámbar, gemas entre otros, el deurim mide aproximadamente 1 m de largo. El ayam que es usado durante la primavera y el otoño tiene la misma forma que el usado durante el invierno, pero está confeccionado de una seda más liviana.